# Robert Killick
Robert Killick (kallad Bobbie Killick), född 24 mars 1919, i Klampenborg, Danmark, död 30 oktober 2001, var verksam som galopptränare på Täby galopp där han avslutade sin karriär vid 80 års ålder.

## Biografi
Robert Killick utgjorde tredje generationens jockey. Han och hans bror George Killick Jr var lärlingar hos deras pappa George Killick Sr som i sin tur hade en lång karriär i såväl hemlandet England (vid Newmarket) som i Belgien, Nederländerna, Danmark och slutligen Sverige. Robert Killicks farfar (som också hette George) var även han jockey och arbetade under en tid med galopphästar åt en maharadja i Bombay.
Robert Killick red sitt första lopp som 14-åring och tog ut tränarlicens vid 27 års ålder. Så småningom slutade han själv som jockey och övergick helt till tränarverksamhet. Han inledde tränarkarriären vid Åby i Mölndal, som då var både en trav- och galoppbana. Därefter flyttades tränarverksamheten till Ulriksdals galoppbana som i augusti 1960 ersattes av Täby galopp. 
Robert Killick tillbringade ca 40 år på Täby Galopp och har en minneslöpning uppkallad efter sig på Jägersro galopp och Täby Galopp. 
Täby galopp lades ned 2016 för att istället ge plats åt bostäder. Galoppverksamheten flyttade till en ny anläggning i Upplands-Bro (Bro Park).
Vid exploateringen av Täby Park (f.d Täby Galopp) fick Robert Killick 2018 ett torg uppkallat efter sig. Platsen utgjorde tidigare del av det område där han bedrev sin verksamhet och som nu bebyggs med bostäder. 